# Acridurus
Acridurus is een geslacht van rechtvleugeligen uit de familie veldsprinkhanen (Acrididae). De wetenschappelijke naam van dit geslacht is voor het eerst geldig gepubliceerd in 1995 door Perez-Gelabert, Dominici, Hierro & Otte.

## Soorten
Het geslacht Acridurus omvat de volgende soorten:
- Acridurus neibanus Perez-Gelabert, Dominici, Hierro & Otte, 1995
- Acridurus robustus Perez-Gelabert, Dominici, Hierro & Otte, 1995
- Acridurus yayitas Perez-Gelabert, Dominici, Hierro & Otte, 1995